# August Ludwig von Ledebur
Philipp Johann August Ludwig Freiherr von Ledebur (* 18. September 1776 in Hamm; † 26. April 1852 in Schwedt/Oder) war ein preußischer General der Kavallerie.

## Leben

### Herkunft
August Ludwig entstammte dem westfälischen Adelsgeschlecht Ledebur. Er war der siebte von neun Söhnen von Christian Heinrich Ernst von Ledebur († 1794) und dessen Ehefrau Dorothea Marie Frederike, geborene Freiin von Goertz-Wrisberg. Sein Vater war Kammerpräsident und Domkapitular in Minden sowie Herr von Mühlenburg, Crollage und Fiegenburg. Der spätere preußische Generalleutnant Alexander von Ledebur (1774–1850) war sein Bruder.

### Militärkarriere
Ledebur wurde im Stift Schildesche erzogen, wo zwei seiner Tanten als Stiftsdamen tätig waren. Er war zuerst für eine zivile Laufbahn bestimmt, entschied sich dann aber für eine militärische Karriere. Er trat im Mai 1792 in das Kürassierregiment „von Ilow“ der Preußischen Armee in Salzwedel ein. Als Kornett gelang es ihm, in der Schlacht bei Pirmasens am 14. September 1793, in der sein Regiment 13 feindliche Geschütze eroberte, selbst zwei zu nehmen. Wegen der dabei erlittenen schweren Verwundungen nahm er nach dem Basler Frieden ein Jahr Urlaub, um während des Jahres 1800 in Göttingen zu studieren, woraufhin er in seine Garnison zurückkehrte. Während der Kriege gegen Napoleon Bonaparte wurde er 1806 bei Auerstedt gefangen, entkam aber glücklich und erwarb bei dem von ihm selbst geleiteten Überfall bei Bialokowo den Orden Pour le Mérite. 1811 zum Major befördert, fand er im Feldzug von 1813 keine Gelegenheit zu neuer Auszeichnung und wurde vor Paris am 20. Februar 1814 zum Kommandeur des neu zu errichtenden Elb-National-Husaren-Regiments ernannt, das er führte, bis er am 15. Mai 1830 als Generalmajor zum Kommandanten von Kolberg ernannt wurde. In dieser Stellung erwarb er sich große Verdienste um das Garnisonschulwesen.
Nachdem Ledebur am 30. März 1840 zum Generalleutnant befördert worden war, erhielt er am 26. November 1848 aus gesundheitlichen Gründen seinen erbetenen Abschied mit Pension. Außerdem wurde ihm am 25. Dezember 1848 der Charakter als General der Kavallerie verliehen. Ledebur starb in Schwedt an der Oder, wohin er sich zurückgezogen hatte, am 26. April 1852 im Alter von 75 Jahren. Aus seinen hinterlassenen Papieren erschien Erlebnisse aus den Kriegsjahren 1806 und 1807 (Berlin 1855).

### Familie
Ledebur hatte sich am 4. November 1830 in Kolberg mit Lisette Karoline von Elsner (1789–1871) verheiratet. Sie war die Tochter des preußischen Generalleutnants Karl Christian von Elsner (1755–1815).